# Saint-Plaisir
Saint-Plaisir är en kommun i departementet Allier i regionen Auvergne-Rhône-Alpes i de centrala delarna av Frankrike. Kommunen ligger  i kantonen Bourbon-l'Archambault som ligger i arrondissementet Moulins. År 2022 hade Saint-Plaisir 423 invånare.

## Befolkningsutveckling
Antalet invånare i kommunen Saint-Plaisir
Referens: INSEE